# Hydriomena cumulata
Hydriomena cumulata là một loài bướm đêm trong họ Geometridae.